# Jackie Chan sous pression
Pour plus de détails, voir Fiche technique et Distribution.
Jackie Chan sous pression (霹雳火, Pik lik foh) est un film d'action hongkongais de Gordon Chan sorti en 1995.
Le film se passe dans le monde de la course. Le film est également multilingue avec des personnages parlant cantonais, anglais et japonais. Parce que Jackie Chan s'est blessé à la jambe pendant le tournage de Jackie Chan dans le Bronx, il a été incapable d'accomplir certaines cascades. Au cours de la lutte sur le site de l'arcade japonaise, il a été forcé d'utiliser un cascadeur pour les séquences en plans larges.

## Synopsis
Jackie Chan, mécanicien auto, aide la police à capturer un tueur à gages qui est aussi pilote de course. Malheureusement, à la suite d'un vice de procédure, celui-ci est relâché. Pour se venger et dans le but d'obliger Jackie à participer à une course contre lui, le malfrat n'hésite pas à kidnapper ses deux sœurs. Mais pour Jackie Chan, la famille, c'est sacré.

## Fiche technique
- Titre français : Jackie Chan sous pression
- Titre original : 霹雳火 (Pik lik foh)
- Titre anglais : Thunderbolt
- Réalisation : Gordon Chan
- Production : Chua Lam, Jackie Chan et Leonard Ho
- Scénario : Gordon Chan, Chan Hing-kai et Kwok Wai-chung
- Photographie : Chan Kwong-hung, Cheng Siu-keung, Kwan Chi-kan, Andy Lam, Lam Hung-chuen et Wong Wing-hung
- Musique : Yang Bang-ean
- Montage : Chan Ki-hop, Cheung Ka-fai, Peter Cheung et Ng Wanghung
- Genre : Action et thriller
- Durée : 108 minutes
- Film hongkongais  Hong Kong
- Date de Sortie
  -  Hong Kong : 5 août 1995
  -  France : 10 janvier 2001 (vidéo)

## Box office
En dépit de critiques généralement négatives, le film a été un succès au box office de Hong Kong, remportant HK $ 45,647,2110.

## Distribution
- Jackie Chan (V. F. : Tanguy Goasdoué) : Foh
- Anita Yuen : Amy Yip
- Michael Wong : Steve Cannon
- Thorsten Nickel : Warner 'Cougar' Krugman
- Wu Oi-Yan : Dai Mui
- Man Chung-Han : Sai Mui
- Kenya Sawada : Saw
- Ken Lo : Kong
- Dayo Wong : M. Lam
- Yūzō Kayama : le coach
- Chor Yuen : Foh's father

## Tournage
Une partie du film se situe dans le Hong Kong d'avant la restitution du territoire à la Chine par les Britanniques. C'est ainsi qu'on voit le Gouverneur faire irruption dans la course sur une autoroute fermée. Les haut gradés de la Police sont britanniques.

## Doublure
Sur quelques parties des cascades et des combats de ce film, Jackie est doublé par un artiste martial, notamment par Chin Ka-lok. Malgré un montage habile, le visage de la doublure utilisé sur les plans larges est visible assez facilement en faisant des pauses de lecture. La liste complète des doublures utilisées est consultable sur imbd.com.

## Récompenses
- Golden Horse Film Festival and Awards : Meilleur direction artistique pour Corey Yuen
- Nomination aux Hong Kong Film Awards : Meilleure chorégraphie d'action